# 進歩統一党
進歩統一党（しんぽとういつとう、英語: Progressive Unionist Party, 略称: PUP）は、イギリスの北アイルランドの政党。
イギリスとの統合を主張する「ユニオニスト」政党ではあるが、他のユニオニスト政党が主に右派であるのに対して、ベルファストのプロテスタント系の労働者を基盤とする左翼または社会民主主義・民主社会主義政党であることに特徴がある。スタンスはハト派ではなく、同時に私兵組織のアルスター義勇軍 (en:Ulster Volunteer Force) とともにカトリック系住民やIRA暫定派と武力抗争を繰り広げてきた。
2011年5月の北アイルランド議会選挙で自治議会に有していた唯一の議席を失い、以降はカウンシル・レベルでベルファスト市議会に2議席を有するのみである。